# La sfida dei MacKenna
La sfida dei MacKenna è un film western del 1970 diretto da León Klimovsky.

## Trama
Jones, un vagabondo dalla storia personale complessa, viene coinvolto in una sanguinosa faida familiare, mentre Don Diego, uno spietato allevatore messicano, fa uccidere il fidanzato di sua figlia. Jones si guadagna l'ira di quest'ultimo e del figlio Chris.